# John Ericson
John Ericson, gebürtig Joachim Alexander Ottokar Meibes (* 23. September 1926 in Düsseldorf, Deutsches Reich; † 3. Mai 2020 in Santa Fe, New Mexico), war ein US-amerikanischer Schauspieler.

## Leben
Joachim Alexander Ottokar Meibes war der Sohn von Karl Friedrich (Carl Frederick; Carl F.) Meibes, eines Lebensmittelchemikers aus Düsseldorf. Seine Mutter war Helena Meibes (Ellen Wilson), eine ehemalige Shakespeare-Schauspielerin und Opernsängerin.
1931 wanderte die Familie in die USA aus. Er besuchte die American Academy of Dramatic Arts in New York und arbeitete danach als Theaterschauspieler, unter anderem am Broadway in der Originalproduktion des später von Billy Wilder verfilmten Theaterstückes Stalag 17. Ericson machte 1951 neben Pier Angeli in Teresa sein vielbeachtetes Filmdebüt. Dort überzeugte er mit einer beachtlichen schauspielerischen Leistung als der entscheidungsschwache und lebensängstliche Ex-GI Philip Cass. Es folgten Rollen an der Seite von Weltstars wie Spencer Tracy, Elizabeth Taylor oder Barbara Stanwyck. So war er der junge Hotelrezeptionist in dem Kriminaldrama Stadt in Angst (1955) von John Sturges und spielte in Samuel Fullers Vierzig Gewehre den jüngeren Bruder von Stanwycks Hauptfigur. Dennoch konnte Ericson nie in die erste Riege der Hollywood-Stars vorstoßen.
Der elegant wirkende Ericson spielte häufig selbstbewusste und hart auftretende Männer, sehr häufig war er in Western zu sehen. 1971 spielte er in der Disney-Komödie Die tollkühne Hexe in ihrem fliegenden Bett die Rolle des deutschen Offiziers Heller. Neben seiner Kinoarbeit war Ericson in zahlreichen Fernsehserien zu sehen, darunter Airwolf, Mord ist ihr Hobby, General Hospital, Knight Rider, Rauchende Colts, Bonanza und Das A-Team. In der Serie Privatdetektivin Honey West spielte er zwischen 1965 und 1966 an der Seite von Anne Francis die männliche Hauptrolle. Seinen letzten von über 100 Film- und Fernsehauftritten absolvierte er 2008 in der Serie L.A. Crash.
Der Schauspieler hat einen Stern auf dem Hollywood Walk of Fame (1501 Vine Street). John Ericson war in zweiter Ehe, seit 1974, mit der Schauspielerin Karen Ericson (* 1938) verheiratet. Er war Vater von zwei Kindern. Er starb im Mai 2020 im Alter von 93 Jahren nach einer Lungenentzündung.

## Filmografie (Auswahl)
- 1950: Lux Video Theatre (Fernsehserie, eine Folge)
- 1951: Teresa
- 1954: Alt Heidelberg (The Student Prince)
- 1954: Grünes Feuer (Green Fire)
- 1954: Symphonie des Herzens (Rhapsody)
- 1955: Gelbe Rose von Texas (The Return of Jack Slade)
- 1955: Stadt in Angst (Bad Day at Black Rock)
- 1956: Der Turm des Todes (The Cruel Tower)
- 1957: Vierzig Gewehre (Forty Guns)
- 1958: Die letzte Kugel (The Day of the Bad Man)
- 1958: Oregon-Passage
- 1959: Der Killer mit dem Babygesicht (Pretty Boy Floyd)
- 1959/1960: Tausend Meilen Staub (Fernsehserie, zwei Folgen)
- 1960: Unter zehn Flaggen (Sotto dieci bandiere)
- 1960/1967: Bonanza (Fernsehserie, zwei Folgen)
- 1962: Sklaven der Semiramis (Io, Semiramide)
- 1964: Der mysteriöse Dr. Lao (The Seven Faces of Dr. Lao)
- 1965–1966: Privatdetektivin Honey West (Honey West; Fernsehserie, 30 Folgen)
- 1967: Die Rache des Pancho Villa (Los 7 de Pancho Villa)
- 1969: Blutrache einer Geschändeten (Testa o croce)
- 1969: Rauchende Colts (Gunsmoke; Fernsehserie, eine Folge)
- 1971: Die tollkühne Hexe in ihrem fliegenden Bett (Bedknobs and Broomsticks)
- 1972: Kopfgeldjäger (The Bounty Man)
- 1974: Die Straßen von San Francisco (The Streets of San Francisco; Fernsehserie, eine Folge)
- 1975: Die knallharten Fünf (S.W.A.T.; Fernsehserie, eine Folge)
- 1975: Kommando-Unternehmen „Rote Laterne“ (Hustler Squad)
- 1976: Draculas Todesrennen (Crash)
- 1978: Alien Zone
- 1978–1983: CHiPs (Fernsehserie, drei Folgen)
- 1978–1984: Fantasy Island (Fernsehserie, vier Folgen)
- 1983: Knight Rider (Fernsehserie, Folge The Topaz Connection)
- 1983: Das A-Team (The A-Team; Fernsehserie, Folge Till Death Do Us Part)
- 1984: Airwolf (Fernsehserie, eine Folge)
- 1985: Mord ist ihr Hobby (Murder, She Wrote; Fernsehserie, eine Folge)
- 1989: Primary Target
- 2006: The Far Side of Jericho
- 2008: L.A. Crash (Fernsehserie, eine Folge)